# Нагпурский метрополитен
Нагпурский метрополитен (англ. Nagpur Metro, также Nagpur Metro Rail) — система скоростного транспорта для города Нагпур, штат Махараштра, Индия.  По оценкам, его стоимость составляет 8 260 крор (что эквивалентно 110 миллиардам фунтов стерлингов или 1,5 миллиарда долларов США в 2020 году).
 В феврале 2014 года правительство Махараштры одобрило проект метро, в то время как Министерство городского развития правительства Индии дало «принципиальное» одобрение проекта. 20 августа 2014 года Кабинет министров Союза одобрил разработку проекта, а премьер-министр Нарендра Моди 21 августа во время своего визита в город заложил первый камень в фундамент. Строительство по проекту началось 31 мая 2015 г., а пробный запуск начнется 30 сентября 2017 г.
Премьер-министр Нарендра Моди открыл работу метро Нагпура 8 марта 2019 года  посредством видеоконференцсвязи вместе с главным министром Махараштры Девендрой Фаднавис и министром союзного кабинета Нитином Гадкари.
Метро Нагпура становится 13-й системой метро в Индии, которая будет работать. Её также рекламируют как самую экологичную линию метро в Индии.
21 августа 2021 года главный министр Махараштры Уддхав Теккерей открыл 1,6 км между Ситабулди и парком Кастурчанд. Это была станция Zero Mile Freedom Park с парком площадью 60 000 квадратных футов и 20-этажным зданием, спроектированным французским архитектором.

## История
Проект был задуман в 2012 году, когда города с населением более 20 тысяч человек получили право на создание системы метро. Это решение правительства сделало 12 городов Индии доступными для метро, включая Нагпур. Камаль Натх, тогдашний министр городского развития Союза, затем предложил построить линию метро в Нагпуре и потребовал от правительства штата предоставить подробный отчет о проекте. 22 февраля 2012 года Nagpur Improvement Trust (NIT) подписал соглашение с Delhi Metro Rail Corporation (DMRC) о подготовке подробного отчета о проекте (DPR) для линии метро в Нагпуре. ₹2,4 крор (эквивалент ₹3,8 крор вон или 500 000 долларов США в 2020 году). правительству штата для проведения работ по DPR.

### Спецмашина

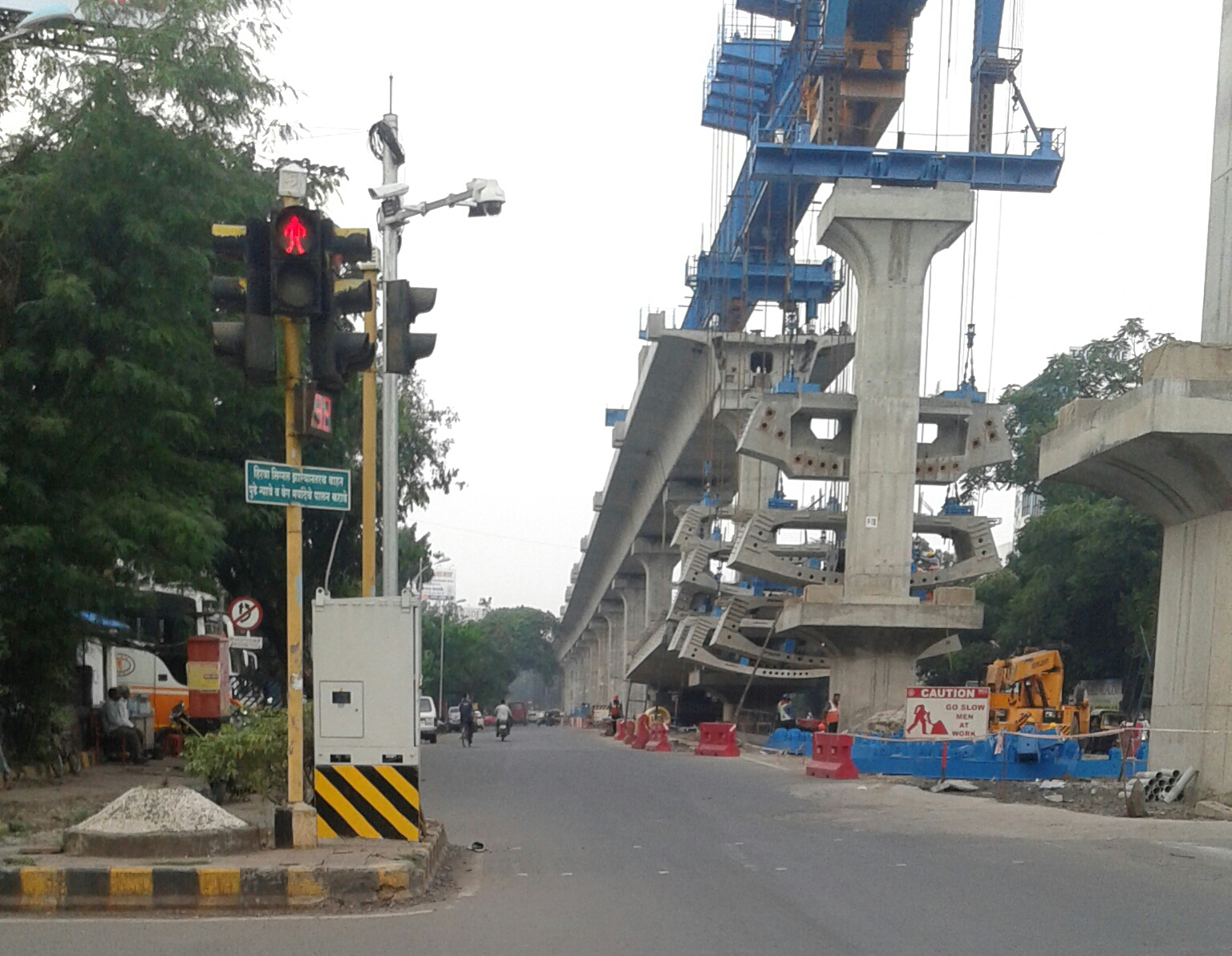
Строящийся виадук на Вардха-роуд

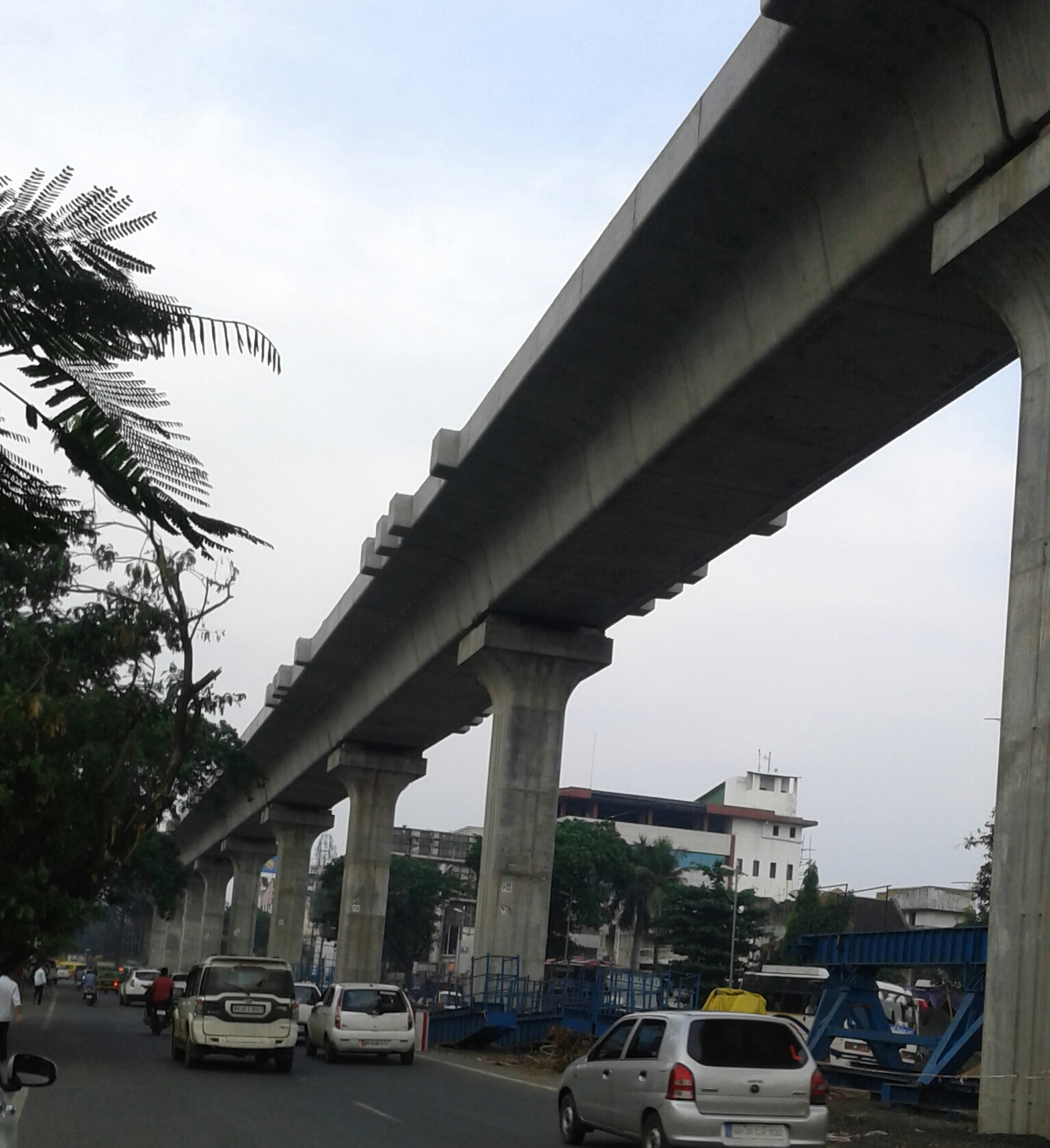
Виадук метро Нагпур возле эстакады Чаттрапати

Для реализации проекта Кабинет министров одобрил создание Nagpur Metro Rail Corporation Limited (NMRCL), теперь известной как Maharashtra Metro Rail Corporation Limited (MAHA-METRO). Maha Metro -  транспортное средство специального назначения (SPV), созданное для бесперебойной реализации и эксплуатации проекта железной дороги метро Nagpur, и является совместным предприятием правительства Индии и правительства Махараштры с долевым участием 50:50. Maha Metro несёт единоличную ответственность за успешное и своевременное завершение проекта и его последующие операции.

## Фаза 1

### Подробный отчет о проекте
DMRC представил отчет узловому агентству Nagpur Improvement Trust 12 февраля 2013 года.  Общая стоимость проекта оценивается примерно в 9000 ₹ крор. Проект состоял из двух маршрутов: Автомобильная площадь, Кампти до станции метро MIHAN и Праджапати Нагар, Восточный Вардхаман Нагар до Локманья Нагар, Хингна. На маршруте № 1 будет 17 станций. 1 с конечным пунктом и депо в МИХАНЕ и 19 станциями на маршруте №. 2 с конечным складом в Локманья Нагар. На площади Мунье была предложена перекрестная главная станция, где два маршрута встретились бы, и пассажиры могли бы поменяться маршрутами.
Ожидалось, что 12,21 процента населения Нагпура, насчитывающего 29 человек, тысяч в 2021 году, то есть к 2021 году метро будут использовать около 3 63 000 пассажиров.
Чтобы обеспечить связь на первой и последней милях, в проект были включены дополнительные услуги, такие как маршрутные автобусы, автомобили с батарейным питанием, пешеходные зоны и схемы обмена велосипедами. Будет 19 фидерных маршрутов, охватывающих все станции, общей протяженностью около 160 км. км. Дополнительные услуги повысят доступность метро для всех классов пассажиров, как в дома, так и в офисы.

### Расходы на метро
Общие расходы по проекту оцениваются в 8 680 крор фунтов стерлингов, при этом центральное правительство и правительство штата вносят по 20% доли в виде собственного капитала и подчиненного долга. Муниципальная корпорация Нагпура и Фонд благоустройства Нагпура выделяют по 5% расходов, а остальные 50% финансируются за счет кредита.
Недавно KfW, немецкий государственный банк развития, одобрил ссуду в ₹ 3700 крор фунтов стерлингов для NMRCL как часть средств, необходимых для проекта. Дополнительный заем в размере 444 крор фунтов стерлингов также будет предоставлен для финансирования предлагаемых фидерных услуг и установки солнечной энергии в метро Nagpur Metro Rail на простых льготных условиях KfW Germany. Оставшаяся потребность в размере около 130 миллионов евро для всего проекта была профинансирована AFD France. 20-летний кредит используется для финансирования сигнализации, телекоммуникаций, автоматических систем оплаты проезда, лифтов и эскалаторов.

### Предлагаемое согласование DMRC
В начале 2012 года Nagpur Improvement Trust (NIT) обратился к DMRC с просьбой предоставить консультационные услуги для подготовки подробного отчета о проекте для системы метро в Нагпуре, штат Махараштра, первоначально за 30 лет. км, который был изменён на 42 км в июле 2012 г. После этого DMRC провела исследования дорожного движения, топографические исследования, геотехнические исследования и исследование по оценке воздействия на окружающую среду. Область исследования состояла из района муниципальной корпорации Нагпур. Площадь исследования составила около 217 км. На основе различных типов исследований, проведенных DMRC, трасса метро была завершена после повторной проверки дорожной сети, перекрестков, пассажиропотока, пробок на дорогах, связи с важными землепользованиями. 
| Выравнивание (предложено DMRC)                                            | Детальный маршрут |
| ------------------------------------------------------------------------- | --- |
| Направление-1: Оранжевая линия (Коридор Север-Юг) (22,293 км, 20 станций) | Автомобильная площадь вдоль Кампти-роуд, Вардха-роуд, Варьете-сквер до Абхьянкар-роуд, вдоль трассы реки Наг попадет на Хамъярд-роуд, Рахат-Колони-роуд, Вардха-роуд, Кхамла-роуд, аэропорт, район МИХАН. |
| Линия-2: Аква-линия (Восток-Западный коридор) (19.407 км, 20 станций)     | От Праджапати Нагара, вдоль Центральной авеню-роуд, железнодорожной подающей дороги, площади Мундже, площади Джханси Рани, Северной Амбаджхари-роуд, Хингна-роуд, Локманья-Нагар.                         |

### Изменение маршрута
3 августа 2013 года руководство Министерства городского развития провело в Нагпуре встречу для обсуждения DPR метро Нагпура. На этом совещании совместный секретарь Министерства транспорта заявил, что финансовая внутренняя норма доходности (FIRR) проекта должна составлять не менее 8%, поскольку министерство уже выпустило рекомендацию о том, что FIRR проекта метро не должен быть ниже 8%. 1 октября 2013 г. NIT представила главному министру правительства Махараштры презентацию DPR. Главный министр придерживался мнения, что следует избегать подземной трассы в MIHAN, а также строить ремонтную базу на земле, принадлежащей правительству штата.
Впоследствии, 21 октября 2013 года, MADC, NIT и DMRC провели совместную инспекцию коридора Север-Юг. Первоначальная трасса предложенного Коридора-I проходила через Кхамла-роуд, район аэропорта после Саакар-Нагара и, наконец, заканчивалась в МИХАНЕ. Створ до старой станции аэропорта был поднят, затем на протяжении 3,30 м. км это было под землей с одной станцией метро, названной Станцией Нового Аэропорта и снова поднятой в районе MIHAN. Поскольку стоимость подземного участка трассы намного больше, чем стоимость надземного участка или участка на уровне земли, был предложен альтернативный вариант трассы для снижения затрат, улучшения PHPDT и увеличения FIRR, чтобы проект стал финансово и экономически жизнеспособным. Новая предложенная трасса, предложенная в ходе вышеупомянутой проверки, должна была пройти через дорогу шириной 24 метра, примыкающую к Лондонской улице после перекрестка Саакар Нагар, и было предложено пройти на восток вдоль дороги шириной 24 метра и Лондонской улицы до Вардха-роуд. От перекрестка на Вардха-роуд было предложено провести эстакаду по центральному разделителю на Вардха-роуд. После пересечения существующей точки пересечения улиц Wardha Road и Airport Road трасса должна была быть перенесена в район MIHAN.
Было предложено, чтобы трасса на этом участке проходила на одном уровне и проходила параллельно Вардха-роуд до ROB, а затем примыкала к железнодорожной линии до предлагаемого автопарка. Но, работая над этой модификацией трассы, было замечено, что очень большое количество объектов падает вдоль трассы из-за резкого поворота на стыке Саакар Нагар и 24-метровой дороги, а также на стыке 24-метровой дороги. широкая дорога и Вардха-роуд. Поскольку приобретение этих объектов будет очень сложным и может задержать весь проект, поэтому, чтобы избежать подобных ситуаций, было решено пройти трассу только по Вардха-роуд, не выходя на Кхамла-роуд. Это решение изменило трассу, и было решено, что коридор Север-Юг будет проходить через Вардха-роуд после станции метро Конгресс Нагар. После пересечения существующей точки пересечения Wardha Road и Airport Road было решено, что трасса будет смещена в район MIHAN, а трасса на этом участке будет на одном уровне и будет проходить параллельно Wardha Road до ROB, а затем параллельно железнодорожной линии. до предлагаемого автопарка. Участок земли шириной 14 метров между железнодорожной границей и дорогой возле предлагаемого контейнерного депо Container Corporation of India Ltd. будет затронут этой предлагаемой трассой метро, поскольку предлагаемая трасса проходит через этот участок земли. MADC земля площадью 73 Га был доступен на западной стороне железнодорожной линии и к югу от существующей эстакады возле станции Хапри. Средняя ширина этой земли составляла около 80 м и составлял около 1800 м долго. Эта земля MADC будет использоваться для автобазы. Точно так же депо коридора Восток-Запад также было перемещено на землю SRPF рядом с предлагаемой станцией метро Lokmanya Nagar.
Это привело к удалению нескольких ранее предложенных станций метро в коридоре Север-Юг и добавлению к ним новых станций.

### Конфликт с MSRDC
Согласно плану восточно-западного коридора метро Нагпура, маршрут с восточной стороны железнодорожного вокзала Нагпура проходит по той же дороге, что и место, где строилась вторая фаза Рам Джула. Это привело к конфликту между MSRDC и NMRCL относительно положения опор для их соответствующих проектов. Даже после нескольких совещаний решение не пришло. Этот вопрос обсуждался в Верховном суде Нагпурской скамьи во время слушания дела PIL, заполненного Торговой палатой Нагпура (NCCL) для досрочного завершения Рам Джула, шестиполосного вантового железнодорожного путепровода возле рынка Сантра, который был на рассмотрении с девяти лет. Затем Высокий суд поручил обеим сторонам представить свои планы главному инженеру Департамента общественных работ (PWD), базирующегося в Мумбаи. Высокий суд также призвал главного министра выйти из тупика по делу Рам Джула. В ответ главный министр Махараштры Девендра Фаднавис заверил, что продолжающийся конфликт между NMRCL и MSRDC будет урегулирован в ближайшее время. После нескольких встреч между представителями NMRCL и MSRDC, при содействии главного министра, обе стороны нашли решение конфликта. Согласно новому плану, NMRCL совместно с Корпорацией развития дорог штата Махараштра (MSRDC) решили проложить рельсы метро между двумя пролетами Рамджхулы. Это выравнивание, хотя и технически сложное, делает ненужным снос части Государственного медицинского колледжа и больницы Индиры Ганди (IGGMCH) и не потревожит храм Поддарешвар Рам.

## Фаза 2

### Подробный отчет о проекте
Корпорация Maharashtra Metro Rail Corporation в начале 2018 года приступила к планированию второй фазы метро Нагпура, назначив RITES для подготовки подробного отчета по проекту для будущих маршрутов. DPR должен был быть представлен к апрелю 2018 года, но его задержали. RITES в DPR предусмотрел пять маршрутов метро. Два маршрута проходили в коридоре с севера на юг от Автомобильной площади до реки Канхан и имели длину 13 км с 12 станциями и от MIHAN до MIDC ESR протяженностью 18,50 км с 10 станциями. Два маршрута в коридоре восток-запад от Локманья Нагар до Хингны протяженностью 6,70 км и 7 станций и от Праджапати Нагара до Транспортного Нагара длиной 5,60 км с 3 станциями. Также предлагается новый маршрут от Васудео Нагар до Даттавади протяженностью 4,50 км с 3 станциями.
DPR был представлен в Департамент городского развития (UDD) правительства Махараштры в июле 2018 года компанией Maharashtra Metro Rail Corporation. Этап 2 был одобрен в январе 2019 года правительством штата.

## Сеть

### Настоящая сеть
| Нагпурский метрополитен | Нагпурский метрополитен | Нагпурский метрополитен | Нагпурский метрополитен | Нагпурский метрополитен | Нагпурский метрополитен | Нагпурский метрополитен | Нагпурский метрополитен          |
| Настоящая сеть          | Настоящая сеть          | Настоящая сеть          | Настоящая сеть          | Настоящая сеть          | Настоящая сеть          | Настоящая сеть          | Настоящая сеть                   |
| Строка №                | Имя линии               | Первый действующий      | Последнее расширение    | Станции                 | Длина (км)              | Терминалы               | Терминалы                        |
| ----------------------- | ----------------------- | ----------------------- | ----------------------- | ----------------------- | ----------------------- | ----------------------- | -------------------------------- |
| 1                       | Оранжевый               | 8 марта 2019 г.         | 21 августа 2021 г.      | 13                      | 15,6                    | Хапри                   | <b id="mw7g">Кастурчанд Парк</b> |
| 2                       | Голубой                 | 28 января 2020 г.       | 6 апреля 2021 г.        | 11                      | 11,0                    | Ситабулди               | Локманья Нагар                   |

### Линии метро Нагпура

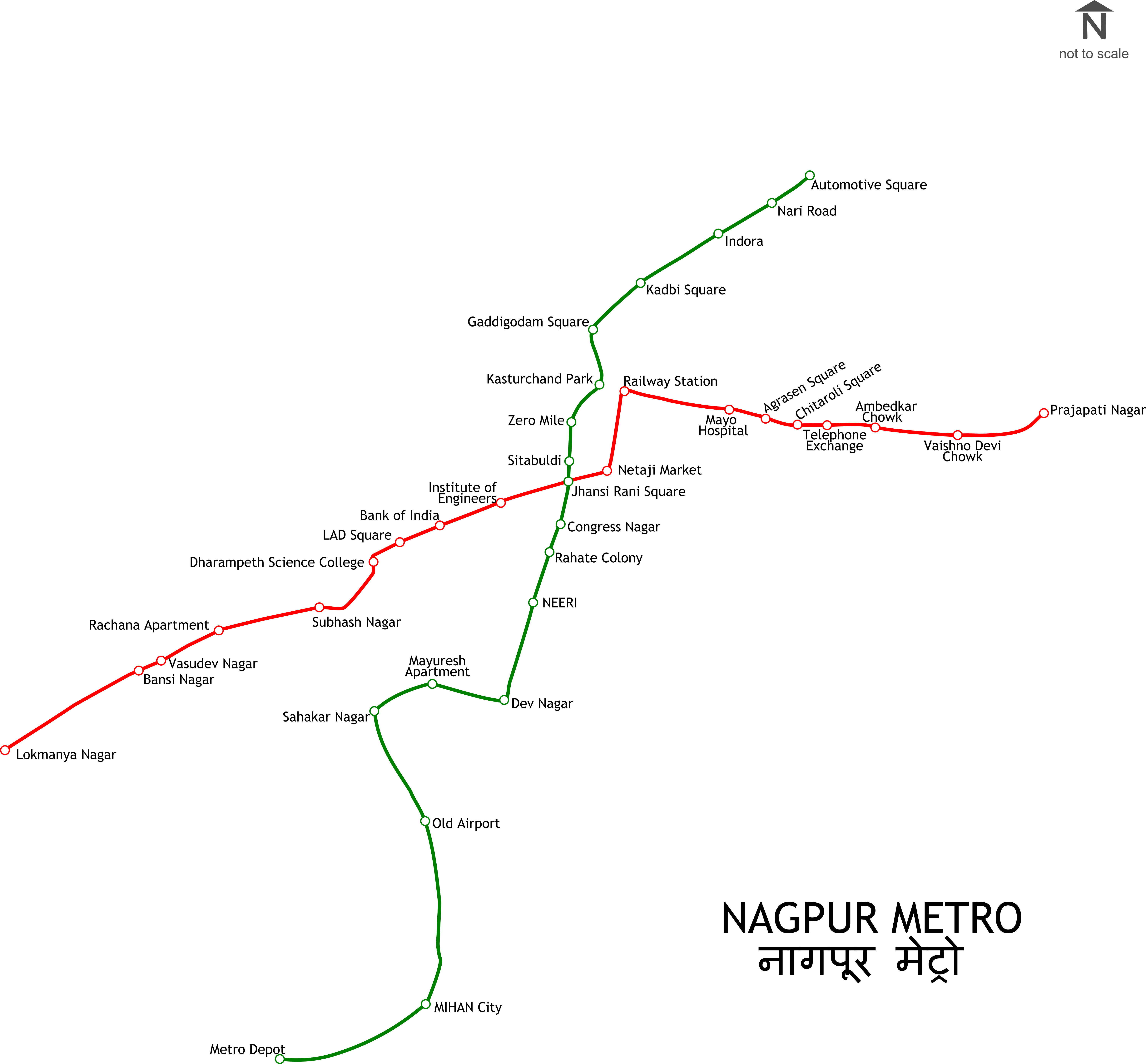
Карта метро Нагпура

#### Линия 1:оранжевая линия(коридор Север-Юг)
(Длина рельса: 22,293 км; Количество станций: 20  )
Этот коридор берёт начало от Автомобильной площади на Кампти-роуд; движется по Кампти-роуд и достигает точки пересечения улиц Амравати-роуд и Вардха-роуд, затем, пересекая пролёт, движется в сторону площади Мундже, движется в сторону Дхантоли и вдоль нала движется в сторону Империи / доктора Мундже Марг, ведет к Т-точке Конгресса Нагар, затем на Rahate Colony Road, а затем падает на Wardha Road, ведет к NEERI, затем движется по Wardha Road, а затем к западу от железнодорожного пути в районе MIHAN. И проходит через участок земли шириной 14 м между линией границы железной дороги и дорогой рядом с проектируемым контейнерным складом.
Полная длина (22,293 км) этого коридора предполагается надземным, за исключением пункта 4,6 км на уровне после станции «Аэропорт» и в районе МИХАН возле железнодорожного вокзала Хапри. В этом коридоре 20 станций, из которых 15 станций надземные и 5 станций на уровне. Станция Ситабурди является пересадочной станцией. Среднее расстояние между станциями 1,20 км примерно варьируется от 0,54 км до 2,4 км в зависимости от места, эксплуатационных и транспортных требований.
Эта линия частично начала работу между Ситабулди и Хапри с 8 марта 2019 года.

#### Линия 2:Aqua Line(коридор Восток-Запад)
(Длина рельса: 19,407 км; Количество станций: 20)
Этот коридор берет начало от Праджапати Нагар и проходит на запад, через площадь Вайшнодеви, площадь Амбедкар, телефонную станцию, площадь Читтар Оли, площадь Агарсен, площадь Досер Вайшья, железнодорожный вокзал Нагпур, Ситабурди, площадь Джханси Рани, Инженерный институт, площадь Шанкар Нагар, Лад. Площадь, Колледж Дхармпет, Субхаш Нагар, Рахна (перекресток кольцевой дороги), Васудев Нагар, Банси Нагар и Локманья Нагар. Весь коридор поднят.
Общая длина коридора составляет 19 407 километров. В этом коридоре 20 станций. Все станции надземные, а станция Ситабурди - пересадочная. Среднее расстояние между станциями 1.00 км примерно варьируется от 0,65 км до 1,29 км в зависимости от места, эксплуатационных и транспортных требований.
DMRC в своем подробном отчете о проекте (DPR), представленном Nagpur Improvement Trust, предложил начать строительные работы на обоих маршрутах одновременно, что противоречит предыдущему предложению о поэтапном развитии.

## Обновления статуса
- Ноябрь 2013 г.: Представлена окончательная версия подробного отчета по проекту.
- Август 2014 г.: Кабинет министров Союза утвердил проект.[31]

### Оранжевая линия: коридор Север-Юг
- Ноябрь 2015: Начаты работы по строительству депо.[32]
- Январь 2016 г.: Начаты работы на Вардха Роуд.
- Август 2016: Начаты работы на дороге Айни. (рядом с железнодорожной станцией Айни ).
- Сентябрь 2016: Начаты работы на задней стороне железнодорожного вокзала Нагпура.
- Октябрь 2016: Начаты работы возле озера Амбазари.
- Октябрь 2016: Начаты работы на пересадочной станции Ситабулди (площадь Мунье).
- Декабрь 2016 г.: Начаты работы по строительству депо в МИХАНЕ на Северном коридоре.
- Январь 2017 г.: Начались работы на станции Zero Mile.
- Август 2017 г.: Начат пробный рейс до станции «Аэропорт».
- Сентябрь 2017 г.: проведен первый пробный запуск на 5.6 км участок между районом МИХАН и станцией Хапри.[33]
- Апрель 2018 г.: Вторая и окончательная проверка CMRS для оформления.
- Декабрь 2018 г.: Работы ведутся во всех разделах, но Metro может пропустить крайний срок в марте 2019 года.
- Январь 2019: Первый поезд метро из Китая прибыл в депо метро в Нагпуре.
- Февраль 2019 г.: Начало пробного запуска.[34]
- Февраль 2019 г.: ожидается инаугурация премьер-министра 12,5 км (7,8 mi) длинный участок Фазы 1 от Ситабулди до Хапри в первую неделю марта 2019 г.[35]
- 3 марта 2019 г.: Проведена проверка CMRS.
- 5 марта 2019 г.: премьер-министр открывает 13 км (8,1 mi) длинный участок Ситабулди - Хапри 8 марта 2019 г.[36]
- 8 марта 2019 г.: Премьер-министр Нарендра Моди открыл метро между Ситабулди и Хапри с помощью видеоконференцсвязи.[9]
- Август 2021 г.: Главный министр Махараштры Уддхав Теккерей открыл 1.6 км между Ситабулди и парком Кастурчанд.[11]

### Aqua Line: коридор Восток-Запад
- Декабрь 2016 г.: Начаты работы по коридору Восток-Запад.
- Август 2019 г.: 15 августа 2019 г. состоялся пробный рейс из Субхаш Нагара в Ситабулди.[37] Проверка CMRS состоится 30 августа 2019 г., а метро на линии Aqua Line начнется в сентябре 2019 г.[38]
- Сентябрь 2019 г.: открытие линии Aqua премьер-министром Нарендрой Моди было отложено из-за проливных дождей. Инаугурация состоится после выборов в Законодательное собрание Махараштры в октябре 2019 года.[39]
- 28 января 2020 г. : КМ Уддхав Теккерей и несколько министров Союза открывают коммерческие услуги метро между Ситабулди и Локманья Нагар с помощью видеоконференцсвязи.[40]

## Награды
- 27 ноября 2015 года компания Nagpur Metro Rail заняла 2-е место в номинации «Лучший участник выставки» на «8-й конференции и выставке Urban Mobility India 2015».[41][42]
- Maha Metro получил первый приз за лучший проект городской мобильности на международной выставке UMI. и конф. в Хайдарабаде с 4 по 6 ноября 2017 года.